# Makanapura, Nanjangud
Makanapura là một làng thuộc tehsil Nanjangud, huyện Mysore, bang Karnataka, Ấn Độ.